# ستاره‌ای متولد شده است (موسیقی متن)
ستاره‌ای متولد شده‌است (به انگلیسی: A Star Is Born) آلبومی موسیقی متن فیلمی موزیکال به همین نام است که توسط لیدی گاگا و بردلی کوپر اجرا شده‌است. این آلبوم در ۵ اکتبر ۲۰۱۸ توسط اینترسکوپ رکوردز منتشر شد. گاگا و کوپر در آلبوم موسیقی متن فیلم با مجموعه موسیقی‌دانان موسیقی کانتری از جمله لوکاس نلسون که در این فیلم به عنوان عضوی از گروه کوپر نیز حضور دارند، همکاری کردند. گاگا برای ترانه‌های پاپ موسیقی متن با دی‌جی وایت شادو همکاری کرد. این موسیقی متن همچنین شامل مشارکت و همکاری‌های جیسون ایزول، مارک رانسون، دایان وارن، و اندرو وایات از مایک اسنو است. از نظر تجاری، این آلبوم در بیش از ۱۵ کشور در صدر جدول فروش قرار گرفت و گواهی‌های طلا و پلاتین را از بسیاری از آنها کسب کرد. این آلبوم بیش از شش میلیون نسخه در سراسر جهان به فروش رسانده‌است. آهنگ «کم‌عمق» به عنوان تک آهنگ اصلی موسیقی متن فیلم در تاریخ ۲۷ سپتامبر ۲۰۱۸ منتشر شد، هم‌چنین «همیشه اینطوری خودمونو به یاد خواهیم داشت» و «دیگر هیچ وقت عاشق نمی‌شوم» موفقیت‌های بسیاری کسب کرد.
ستاره‌ای متولد شده‌است برای مجموع هفت جایزه گرمی نامزد شد و توانست جایزه گرمی بهترین اجرای پاپ دونفره/گروهی و بهترین آهنگ سروده شده برای ویژوال مدیا برای آهنگ «کم‌عمق» را به‌دست‌آورد، و یک سال بعد بهترین موسیقی متن آهنگسازی برای ویژوال رسانه و بهترین آهنگ نوشته شده برای ویژوال رسانه، این بار برای «دیگر هیچ وقت عاشق نمی‌شوم» (نسخه فیلم) را دریافت کرد. همچنین این آلبوم برنده جایزه بفتای بهترین موسیقی فیلم شد.

## پیشینه و توسعه
در مارس ۲۰۱۵، برادران وارنر اعلام کرد که بردلی کوپر در حال مذاکره است تا نخستین کارگردانی خود را برای ستاره‌ای متولد شده‌است چهارمین تکرار فیلم ۱۹۳۷ با همین نام انجام دهد. لیدی گاگا در اوت سال ۲۰۱۶ به‌طور رسمی به این فیلم پیوست، و شروع این پروژه را در اوایل سال ۲۰۱۷ آغاز کرد. کوپر در نقش جکسون ماین، «خواننده ای کهنه‌کار کشور که سرانجام به یک خواننده و ترانه‌سرا به نام الی، با هنرمندی گاگا عشق می‌ورزد.» گاگا به عنوان یک نوازنده برای عملکرد کوپر در فیلم کمک کرد.

## موسیقی و اشعار
این آلبوم شامل عناصری از بلوز راک، موسیقی کانتری، موسیقی راک، فولک راک و موسیقی پاپ است. بیلبورد می‌گوید اشعار آن در مورد تغییر، تلاش عشق، عاشقانه و پیوند است و موسیقی را «بی‌انتها، عاطفی، رقت آور و جدی توصیف می‌کند. آنها مانند آهنگ‌هایی که توسط هنرمندانی که کاملاً صریح و آشفته شده‌اند اما به هسته شنونده ضربه می‌زنند نوشته شده‌است.»

## فهرست ترانه‌ها
| شماره      | نام                                                     | مدت   |
| ---------- | ------------------------------------------------------- | ----- |
| ۱.         | «شروع»                                                  | ۰:۲۰  |
| ۲.         | «چشمان سیاه» (اجرای بردلی کوپر)                         | ۳:۰۳  |
| ۳.         | «جایی بیش از رنگین کمان» (دیالوگ; با همراهی لیدی گاگا)  | ۰:۴۲  |
| ۴.         | «افسانه فرانسوی» (دیالوگ)                               | ۰:۱۹  |
| ۵.         | «زندگی به رنگ صورتی» (اجرای گاگا)                       | ۲:۵۹  |
| ۶.         | «منتظرت می مانم» (دیالوگ؛ با همراهی گاگا و کوپر)        | ۰:۱۹  |
| ۷.         | «شاید زمان آن باشد» (اجرای کوپر)                        | ۲:۳۹  |
| ۸.         | «محوطه پارکینگ» (دیالوگ؛ با همراهی گاگا و کوپر)         | ۰:۳۱  |
| ۹.         | «خارج از زمان» (اجرای کوپر)                             | ۲:۵۲  |
| ۱۰.        | «جای دیگر» (اجرای کوپر)                                 | ۳:۰۳  |
| ۱۱.        | «به من اعتماد کن» (دیالوگ؛ با همراهی گاگا و کوپر)       | ۰:۳۲  |
| ۱۲.        | «کم عمق» (اجرای گاگا و کوپر)                            | ۳:۳۵  |
| ۱۳.        | «ایستگاه اول ، آریزونا» (دیالوگ؛ با همراهی گاگا و کوپر) | ۰:۱۰  |
| ۱۴.        | «موسیقی به چشم من» (اجرای گاگا و کوپر)                  | ۳:۱۹  |
| ۱۵.        | «Diggin 'قبر من» (اجرای گاگا و کوپر)                    | ۳:۵۷  |
| ۱۶.        | «دوستت دارم» (دیالوگ؛ با همراهی گاگا و کوپر)            | ۰:۱۹  |
| ۱۷.        | «همیشه ما را از این راه به یاد داشته باش» (اجرای گاگا)  | ۳:۳۰  |
| ۱۸.        | «باور نکردنی»                                           | ۰:۲۸  |
| ۱۹.        | «چگونه آن را می شنوید؟» (دیالوگ؛ با همراهی گاگا و کوپر) | ۰:۱۴  |
| ۲۰.        | «ببین چی پیدا کردم» (اجرای گاگا)                        | ۲:۵۵  |
| مجموع مدت: | مجموع مدت:                                              | ۷۰:۰۱ |